# Danzig
Danzig je americká rocková skupina založená v roce 1987.
Představuje v pořadí třetí (a zatím poslední) formaci, kterou zakládal veterán, zpěvák a skladatel Glenn Danzig (ex-frontman horror-punkové The Misfits a death-rockové Samhain). Hudba Danzig je propletená temnými tématy a obsahuje v sobě velké množství vlivů: blues, hard-rock, heavy metal, gothic metal, později i industrial metal. Oproti faktu, že většina klipů byla na MTV zakázaná, případně odmítnutá, malá hrstka těch, které se dostaly do rotace ("Dirty Black Summer", "Mother 94", "Cantspeak") zabezpečily skupině nezanedbatelný mainstreamový úspěch.
Poznávacím rysem skupiny Danzig, který ji nejvýrazněji odlišuje od nepřeberného množství jiných temných rockový a metalových skupin je hlas zpěváka. Vokální projev Glenna Danziga kritici přirovnávají ke zpěvu Elvise Presleyho nebo Jima Morrisona z The Doors, odkud pramení i Danzigova přezdívka "Evil Elvis", čili "ďábelský Elvis".
Píseň "Mother" lze také zaslechnout v počítačové hře GTA: San Andreas na stanici Radio X.

## Sestava
Jediným stálým členem je její frontman - Glenn Danzig.

### Aktuální sestava
- Glenn Danzig - zpěv, kytara, klávesy (1987-dosud)
- Kenny Hickey - kytara (2006-dosud)
- Steve Zing - baskytara (2006-dosud)
- Johnny Kelly - bicí (2002-2003, 2005-dosud)

### Bývalí členové
- Eerie Von - baskytara (1987-1995)
- Josh Lazie - baskytara (1996-1997, 1998-2000)
- Rob Nicholson - baskytara (1997- 1998)
- Howie Pyro - baskytara (2000-2002)
- Jerry Montano - baskytara (2002-2006)
- John Christ - kytara (1987-1995)
- Dave Kushner - kytara (1997)
- Tommy Victor - kytara (1997-1998, 2002-2005)
- Jeff Chambers - kytara (1998-1999)
- Todd Youth - kytara (2000-2002)
- Doyle Wolfgang Von Frankenstein - kytara (2005, jako host na turné)
- Joe Fraulob - (2005-2006)
- Chuck Biscuits - bicí (1987-1994)
- Joey Castillo - bicí (1994-2002)
- Charlee Johnson - bicí (2002)
- Bevan Davies - bicí (2004-2005)

## Diskografie
| Rok  | Titul                         | Poznámky                                                                                      |
| ---- | ----------------------------- | --------------------------------------------------------------------------------------------- |
| 1988 | Danzig                        | Debutové album. USA #125                                                                      |
| 1990 | Danzig II: Lucifuge           | Studio: Hollywood Sound Recorders, Larrabee Sound Studios USA #74                             |
| 1992 | Danzig III: How the Gods Kill | USA #24, Ger #20,                                                                             |
| 1994 | Danzig 4                      | Poslední nahrávka s původní sestavou a ve vydavatelství American Recordings. USA #29, Ger #39 |
| 1996 | 5: Blackacidevil              | Najexperimentálnější album, USA #41 Vydavatelství: Hollywood Records                          |
| 1999 | 6:66 Satan's Child            | USA #149, Ger #54                                                                             |
| 2002 | 777: I Luciferi               | USA #158, Ger #91                                                                             |
| 2004 | Circle of Snakes              | Vydavatelství: Regain Records USA#183                                                         |
| 2010 | Deth Red Sabaoth              | Vydavatelství: Evilive                                                                        |
| 2015 | Skeletons                     | Vydavatelství: Nuclear Blast                                                                  |
| 2017 | Black Laden Crown             | USA                                                                                           |

### Neřadová alba
| Rok  | Titul                                                                 | Poznámky                                                                         |
| ---- | --------------------------------------------------------------------- | -------------------------------------------------------------------------------- |
| 1993 | Thrall: Demonsweatlive                                                | EP obsahuje i nahrávky z koncertů.                                               |
| 2001 | Live on the Black Hand Side                                           | Živé album.                                                                      |
| 2007 | The Lost Tracks of Danzig Archivováno 13. 4. 2006 na Wayback Machine. | Box set; zahrnuje nevydané písně nahrané od dob alba Danzig až Circle of Snakes. |